# Ftiraptere

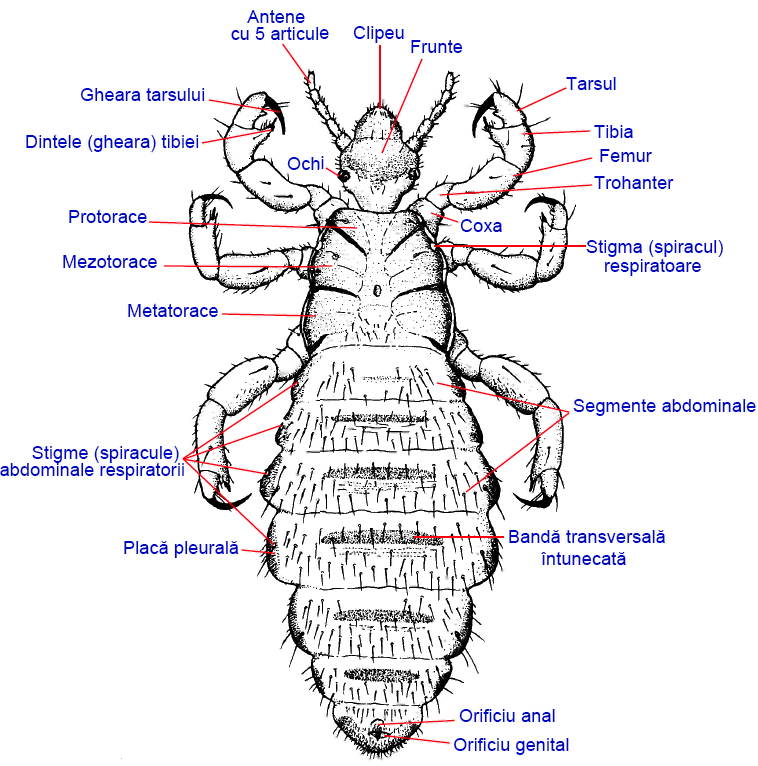
Păduchele de corp, mascul

Ftirapterele (Phthiraptera) (din greaca phtheir = păduche + apteron = fără aripi) sau păduchii animali, este un ordin de insecte ectoparazite aptere (fără aripi) cu trei stadii nimfale, metamorfoza simplă, și cu piesele bucale conformate pentru mestecat la malofage sau pentru înțepat și supt la anoplure. Au corpul turtit dorsoventral, capul proeminent, mai îngust decât toracele la anoplure sau mai lat decât torace la malofage. Au o pereche de ochi simpli. Antenele sunt compuse din 3, 4 sau 5 articole. Dezvoltarea lor se face fără metamorfoză. Oul (lindină) este ovoid și are un opercul (căpăcel), care conține numeroase perforații mici prin care pătrunde aerul spre embrion. La eclozare, nimfa este foarte asemănătoare cu adultul; cele trei stadii nimfale se hrănesc ca și adulții. Ftirapterele au câțiva milimetri în lungime.
Tradițional  ordinul ftirapterelor este împărțit în 2 subordine: malofage (Mallophaga) și anoplure (Anoplura). Subordinul malofage cuprinde 3  infraordine: Amblycera, Ischnocera și Rhyncophthirina, pe care mai mulți autori  le ridică în rang de subordine. Ordinul ftirapterelor conține peste 5000 de specii de păduchi. 
Malofagele (păduchii rozători) sunt paraziți la păsări și mamifere și se hrănesc cu resturi de epidermă, peri, puf și fulgi, sau cu sânge uscat. Nu sunt deci paraziți veritabili, însă prezența lor pe corpul animalelor produce acestora mâncărimi și iritări ale pielii care creează gazdelor o proastă stare generală. Animalele care au malofage pe corp se scarpină puternic, zgâriindu-și pielea și producându-și sângerări, iar picăturile de sânge se usucă, fiind consumate apoi de insectele malofage.
Anoplurele (păduchii hematofagi) sunt paraziți exclusiv pe mamifere și se hrănesc sugând sângele cu ajutorul unei trompe mult asemănătoare cu a altor insecte sugătoare, ca heteropterele. Cele mai cunoscute exemple de păduchi sunt 2 specii ce parazitează omul și mai multe specii care trăiesc parazite pe mamiferele domestice. Cele 2 specii de păduchi care parazitează omul sunt păduchele uman (Pediculus humanus), cu 2 subspecii - păduchele de corp (Pediculus humanus humanus) și păduchele de cap (Pediculus humanus capitis), a doua specie este păduchele pubian (Pthirus pubis).